# Richard Pipes
Pour les articles homonymes, voir Pipes.
Ryszard Edgar Pipes, dit Richard Pipes, né le 11 juillet 1923 à Cieszyn en Pologne et mort le 17 mai 2018 à Cambridge au Massachusetts, est un historien polonais naturalisé américain, spécialiste de la Russie et de l'URSS. Il a été conseiller de Ronald Reagan pour l'Europe de l'Est. Il est le père du journaliste Daniel Pipes.

## Biographie
Le père de Richard Pipes était un homme d'affaires en Pologne, d'abord propriétaire d'une chocolaterie, puis importateur de fruits d'Espagne et du Portugal, ce qui lui permit de se faire des amis au sein du gouvernement. D'origine juive, la famille s'échappe en octobre 1939 après l'occupation de la Pologne et, après un passage en Italie fasciste, arrive aux États-Unis en juillet 1940. Richard Pipes est naturalisé américain en 1943 alors qu'il sert dans l'United States Army Air Corps. Il fait ses études au Muskingum College, à l'université Cornell et à Harvard. Il se marie avec Irene Eugenia Roth en 1946, avec qui il a deux enfants. Son fils aîné Daniel Pipes est un spécialiste du Moyen-Orient.
Richard Pipes a enseigné à Harvard de 1958 jusqu'à sa retraite en 1996. Il a dirigé de 1968 à 1973 le Russian Research Center de Harvard et a été senior consultant au Stanford Research Institute de 1973 à 1978. Durant les années 1970, il a été conseiller du sénateur Henry M. Jackson, ainsi qu'un critique important de la politique de détente. En 1981 et 1982, il est membre du Conseil de sécurité nationale, détenant le poste de Director of East European and Soviet Affairs sous le président Ronald Reagan. Il a été membre du groupe de lobbying Committee on Present Danger de 1977 jusqu'à 1992 et du think tank Conseil des relations étrangères.
Critiqué à gauche pour avoir affirmé que les estimations américaines sur les dépenses militaires soviétiques étaient sous-évaluées, Pipes, comme Raymond Aron, s'est finalement retrouvé après 1991 dans le camp de ceux qui avaient eu tort.

## Travaux
Richard Pipes est le premier historien à se pencher sur la question de la formation de l'Empire soviétique, et sa politique des nationalités, dans sa thèse, publiée en 1954 sous le titre The Formation of the Soviet Union. Vingt ans plus tard, dans Russia under the Old Regime (1974), Richard Pipes dresse un vaste tableau de l'histoire de la Russie et des contraintes particulières sur le temps long. Fondamentalement différente des autres pays européens, soumise à des contraintes géographiques fortes, la Russie était caractérisée par la permanence d’un système « patrimonial » : l’État, qu'il soit tsariste ou soviétique, était le propriétaire du pays et de ses habitants. Le maintien durant la période bolchevique d’un régime autocratique était l’expression d’un « despotisme oriental », tandis que la formation de l'URSS en 1922 était un retour à l'impérialisme multinational du XIXe siècle.
Dans son étude extrêmement détaillée, sans équivalent à ce jour, sur la Révolution russe, Richard Pipes reprend les thèses classiques de « l'école totalitaire ». Selon lui, le « putsch » d’Octobre et la construction de l'URSS ont été l'œuvre d'un seul homme, Lénine, animé d’un « inextinguible appétit de pouvoir ». D'après l'historien américain, Lénine est à l'origine du stalinisme et a servi de modèle pour Mussolini et pour Hitler. L'auteur suit l'analyse qui voit une « priorité logique » de l'« extermination de classe » perpétrée par les bolchéviques par rapport à l'« extermination de race » des nationaux-socialistes. La révolution est, selon lui, essentiellement l'affaire d'intellectuels animés par des idéaux extrêmistes et utopiques, une caste qui s'élève « au-dessus de la société réelle ». L'ouvrage a suscité des réactions partagées entre les chercheurs.
Cette vision est reprise dans un ouvrage postérieur où, selon le compte rendu critique d'Alexander Rabinowitch, Richard Pipes poursuit avant tout « sa croisade de longue date pour diaboliser Lénine ». L'affirmation selon laquelle Pipes diabolise Lénine est également à nuancer car il fait bien la distinction entre « l'extraordinaire finesse politique » de Lénine, et sa « naïveté » en matière économique. De même, Pipes souligne bien que « le programme économique préconisé par Lénine (au printemps 1918) était beaucoup plus modéré que celui que les bolcheviks allaient effectivement adopter », et que le communisme de guerre était dû, essentiellement, à « l'opposition fanatique d'un certain nombre de groupes dont le plus virulent était la gauche communiste », menée par Boukharine.
De fait, si le grand public américain plébiscite depuis longtemps l'œuvre de Pipes, écrite dans une langue limpide qui n'est pas sans rappeler celle de Raymond Aron, les critiques n'ont pas manqué, ou pire - son travail a été reçu par un silence assourdissant, comme en France, notamment du fait du désaccord de nombreux historiens sur ses conclusions. L'absence de citation de son œuvre dans les ouvrages sur la révolution russe d'après 2000, tels que la Révolution russe d'Orlando Figes et 1917 : la Russie et les Russes en révolutions d'Alexandre Sumpf tend à indiquer une forme de désapprobation de l'auteur et de son ouvrage[réf. nécessaire].
Pour Jean-Paul Depretto dans Le Mouvement social, la synthèse de Pipes sur la Révolution russe « finit par déformer le tableau des événements, à force d'ignorer délibérément les travaux de l'histoire sociale ». Ronald Grigor Suny regrette l'attitude passionnée de Richard Pipes : « Son antipathie violente pour Lénine empêche Pipes de s’engager dans un traitement pondéré et nuancé du personnage même qu’il voit comme central dans le récit de 1917 ». Peter Kenez, pourtant lui aussi partisan de la théorie du totalitarisme, pointe l'anticommunisme ardent de Richard Pipes, qu'il qualifie d'« homme extrêmement conservateur » : « La haine de l’auteur pour les révolutionnaires est tellement grande qu’il cesse d’être un historien et devient à la place un procureur des révolutionnaires. »

## Publications

### Traduit en français
- Les Révolutions russes, Perrin, 1990 (éd. originale : New York, 1990).
- L'affaire Degaev. Terreur et trahison dans la Russie tsariste, Paris, éditions du Fallois, 2011, 168 p.
- Les trois "pourquoi" de la Révolution russe, Paris, éditions du Fallois, février 2012.
- Histoire de la Russie des tsars, Paris, éditions Perrin, mars 2013. (traduction de Russia under the Old Regime)

### Non traduits
- The Formation of the Soviet Union, Communism and Nationalism, 1917-1923, Cambridge, Harvard University Press, 1954.
- (éd.), The Russian Intelligentsia, New York, 1961.
- Social Democracy and the St Petersburg Labor Movement, 1885-1897, Cambridge, 1963.
- (éd.), Revolutionary Russia, Londres, 1968.
- Struve, Liberal on the Left, Cambridge, 1970.
- Soviet Strategy in Europe, 1976.
- Struve, Liberal on the Right, 1905-1944, 1980.
- U.S.-Soviet Relations in the Era of Détente : A Tragedy of Errors, Boulder, 1981.
- Survival is Not Enough : Soviet Realities and America's Future, New York, 1984.
- Russia Observed : Collected Essays on Russian and Soviet History, 1989.
- Russia Under the Bolshevik Regime : 1919-1924, New York, 1993.
- Communism, the Vanished Specter, New York, 1994.
- A Concise History of the Russian Revolution, 1995.
- The Three « Whys » of the Russian Revolution, 1995.
- (éd.), The Unknown Lenin : From the Secret Archives, New Haven, Yale University Press, 1996.
- Property and Freedom, 1999.
- Communism : A History, 2001.
- Vixi : Memoirs of a Non-Belonger, Yale University Press, 2003, 320 p.
- Russian Conservatism and Its Critics, 2006.